# Frauke Petry
Frauke Petry (nascuda Frauke Marquardt; Dresden, 1 de juny de 1975) és una química, empresària i política alemanya. Des de juliol de 2015 és una de les figures destacades del partit euroescèptic Alternativa per a Alemanya. A més és membre del Parlament Regional de Saxònia des de 2014.

## Biografia
Frauke Petry va nàixer a Dresden (Alemanya Oriental) en 1975, de pare químic i mare enginyera, i va passar tota la seua infància a Brandenburg fins que a la fi de 1989 la família va poder traslladar-se a Bergkamen (Renània del Nord-Westfàlia). Després de completar els estudis secundaris, Frauke va obtenir la llicenciatura en Química per la Universitat de Reading en 1998 i la diplomatura a la Universitat de Gotinga en 2000. Després de treballar durant un temps en Schering AG i en Bayer, va tornar als estudis per a obtenir el Doctorat en l'Institut de Farmacologia i Toxicologia de la Universitat de Gotinga en 2004 amb magna cum laude.
En 2007, Petry va fundar l'empresa PURinvent, amb seu a Leipzig i especialitzada en la fabricació de poliuretà. A causa del seu enfocament ecològic va rebre en 2009 el premi nacional Darboven Ideen, destinat a dones emprenedores. La seua labor també va ser reconeguda en 2012 amb l'Orde del Mèrit de la República Federal d'Alemanya.
En 2013 es va convertir en una de les tres persones fundadores del partit euroescèptic i conservador Alternativa per a Alemanya (AfD), juntament amb Bernd Lucke i Konrad Adam. En 2014 va ser la principal candidata de l'AfD per a les eleccions estatals de Saxònia i va ser triada diputada al Parlament Regional, després que la seua formació obtingués el 9,7% dels vots.
Des de juliol de 2015 és líder i presidenta d'Alternativa per a Alemanya juntament amb Jörg Meuthen. Petry forma part de l'ala més dretana del partit.
En el pla personal, Petry viu a Tautenhain (Saxònia), està casada amb un pastor evangèlic i té quatre fills.